# Raymonde de Laroche
Élise Deroche, känd under pseudonymen Raymonde de Laroche, född 22 augusti 1884, död 18 juli 1919, var en fransk kvinnlig flygpionjär.
Hon var ursprungligen skådespelerska och antog då den självpåhittade "titeln" Baronessan Raymonde de LaRoche.
Vid en middagsbjudning 1909 träffade hon flygplanskonstruktören Charles Voisin och denne erbjöd sig att lära henne flyga. Den 22 oktober 1909 blev hon den första kvinnan i världen att genomföra en soloflygning.
Den 8 mars 1910 var hon likaledes den första kvinnan att erhålla flygcertifikat. Samma år, 9 juli 1910, skadades hon svårt vid en flyguppvisning i Reims, men efter en långvarig konvalescens återupptog hon flygandet.
1919 satte hon höjdrekord för kvinnliga flygare då hon med sitt plan flög på 15.700 fot.
Sommaren 1919 anmälde hon sig vid flygfältet LeCrotoy för att försöka bli världens första kvinnliga testpilot. Planet havererade då det gick in för landning och de LaRoche omkom.
Vid flygplatsen Le Bourget utanför Paris finns en staty av henne.